# Dasyphyllum armatum
Dasyphyllum armatum là một loài thực vật có hoa trong họ Cúc. Loài này được (J.Kost.) Cabrera mô tả khoa học đầu tiên năm 1959.